# Камский (Пермский край)
Камский — посёлок в Добрянском районе Пермского края. Входит в состав Сенькинского сельского поселения.

## Географическое положение
Посёлок расположен на берегу Камского водохранилища, при впадении в него реки Шемети, в 13,5 км к югу от административного центра поселения, села Сенькино.

## Население
| 2010 |
| ---- |
| 431  |

## Улицы
- 8 Марта ул.
- Дачная ул.
- Камская ул.
- Лесная ул.
- Майская ул.
- Мира ул.
- Нагорная ул.
- Пионерская ул.
- Советская ул.
- Уральская ул.

## Топографические карты
- Лист карты O-40-53 Доьрянка. Масштаб: 1 : 100 000. Издание 1977 г.